# 水族馆站 (波士顿地铁)
水族馆站（英語：Aquarium station）是位于马萨诸塞州波士頓灣的蓝线无障碍地铁站。车站位于大西洋大道东侧，紧邻波士顿新英格兰水族馆并因此命名。同时，该车站是数条波士顿渡轮线路的换乘站，波士顿长码头距离地铁站其中一个出入口不足百米。
水族馆站一共有两座侧式站台，配有自动扶梯及电梯直达车站站台。车站天花板与巴黎地鐵和華盛頓地鐵类似，呈拱形，吊顶比波士顿其他地铁站都高。由于地铁站离海边不足100米，为防止海水渗入，车站挖的很深，是所有地铁蓝线车站中最深的车站，而地铁红线波特站是整个波士顿最深的车站。

## 历史

### 州街站

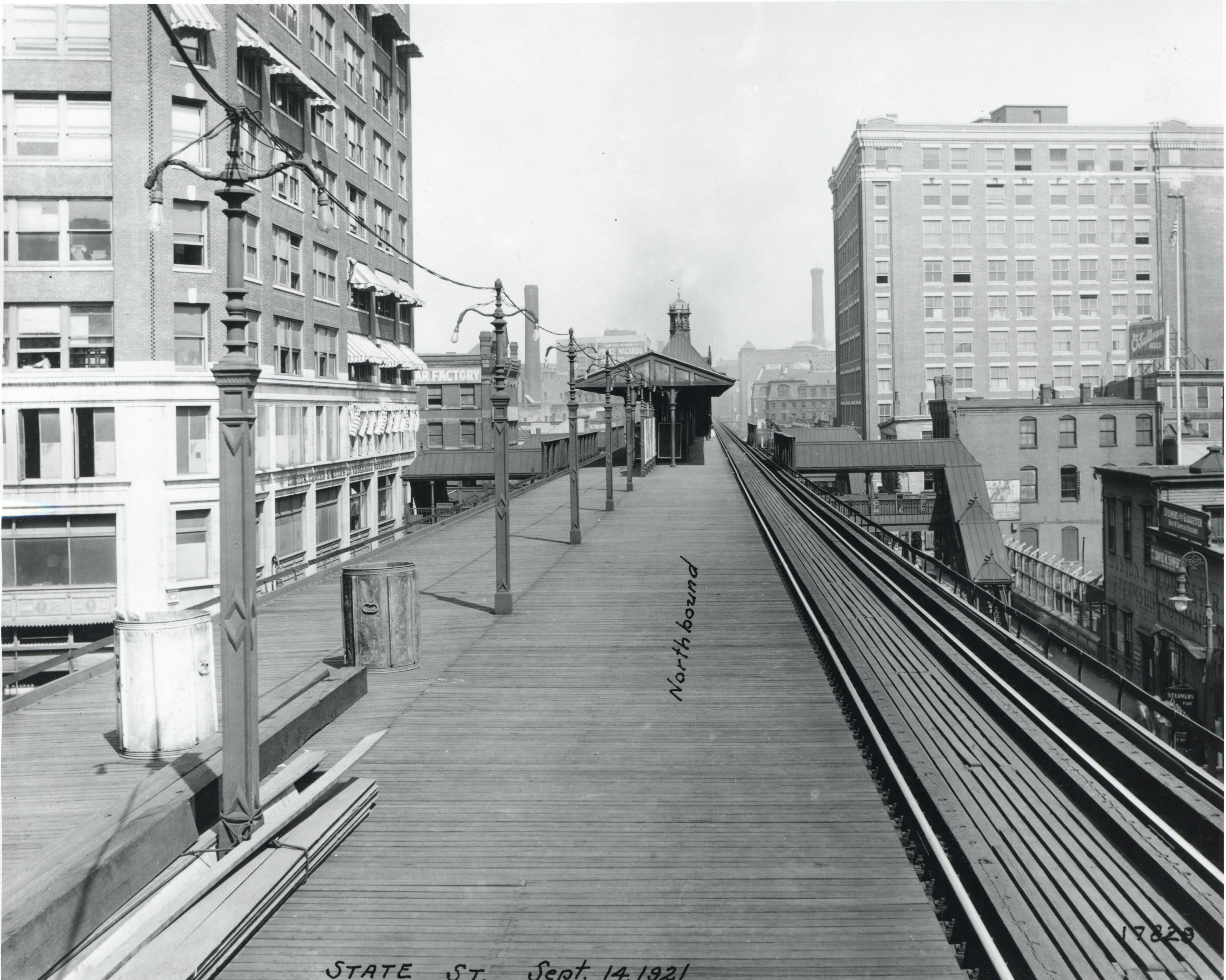
1921年的州街站（如今的水族馆站）

此地最早设置的通勤铁路线为大西洋大道高架铁路，始建于1901年1月21日，:81901年8月22日竣工通车。当时大西洋大道高架在此地设立了一座车站，命名为州街站。车站离地面一共有两层，最上方为岛式站台，站台下方为夹层。:13旅客从大西洋大道两侧的楼梯到达夹层进入车站。:41车站建成时大约43（141英尺）长，可供三节车厢的列车停靠。1902年6月13日，车站站台延伸，可供四节车厢停靠。:13-14

### 大西洋大道站

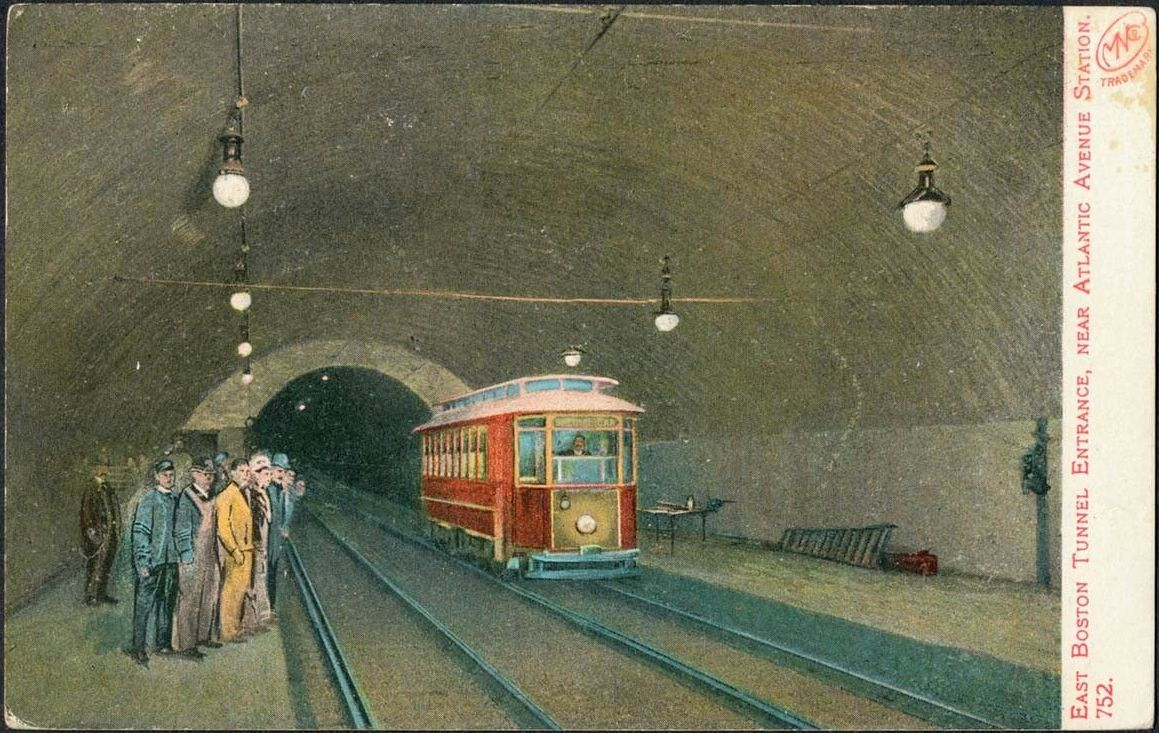
1906年，大西洋大道站

波士顿交通委员会（BTC）在1900年5月5日开始建设东波士顿隧道。隧道横跨波士頓灣，连接东波士顿和波士顿市中心，如今的波士顿地铁蓝线是马萨诸塞湾交通局在这条隧道的基础上进行改建的。隧道建设初期，波士顿市中心的路线尚未敲定，因此决定从隧道另一侧，东波士顿的马维里克站开始施工。1901年7月25日委员会确定波士顿市中心线路规划，东波士顿地铁隧道将沿着州街建设，在大西洋大道繁忙的长码头旁设立车站。车站的建设分别由两个独立的承包商施工。隧道的最西端，车站的东半部分在水下，被称为“大西洋硐室”（Atlantic Chambers），在大西洋大道西侧露天建造。而车站的主结构使用平巷掘进方法施工，:34两座側式月台均为49米长，3米宽，距离地面16米深。
硐室为一个17.5米长，12米宽的矩形竖井，钢筋混凝土墙大概为0.5到0.9米厚。整个硐室被分成四个较小的硐室，站台和轨道在最底层。站台最东侧留有9.8米长，5.5米宽的空间安装电梯和楼梯间。工程于1901年12月5日开工，挖掘工作于1903年5月29日完成。:321903年6月19日，东部隧道的压缩空气使隔板脱落，造成两名工人死亡。:31在隧道中输入压缩空气主要为防止海水渗入隧道，事故发生后，隧道上方的大西洋大道路面被压缩气体挤压到略微拱起。:50为防止地下车站施工时，上方建筑下沉，在地面上铺设了大量垫料，1903年6月20日到10月7日期间，因工程建设需要，高架线路暂停运营。:14
与波士顿早期大多数采用挖填方式建造的车站不同，大西洋大道站呈桶状拱顶结构。平巷掘进先筑起车站的外墙，然后再挖出拱顶，最后挖出横截面、建造内层。:34整个拱顶12.3米宽，7.9米高，垂直墙面1.3米厚，拱顶厚度为0.9米。:33拱顶于1902年3月17日开始建造，1903年6月26日完工。:35车站拱顶的粗糙工作于1903年8月28日完成，1904年1月19日完成表面瓷砖，石米平台于2月10日完工。:551903年8月的巴黎地铁失火事件让波士顿交通委员会和波士顿高架铁路公司对地铁站安全问题十分担忧，希望为车站新增紧急出口。:11-121904年9月6日，车站站台西侧新增了弯曲楼梯间，次要出入口设置在州街上，于10月10日竣工。:62-63
车站主出入口由斯科利广场站和亚当斯广场站出入口设计师查尔斯·布里格姆设计。:11出入口共有三层，:62最上层为车站出入口，夹层设车站售票及检票区，最下层是电梯机械室。:62通往出入口的竖井是波隧道波士顿侧的主通风口。:54每个站台均有两部电梯，一个通向主出入口，一个通向夹层。:54:35
尽管1903年11月份，波士顿交通委员会和波士顿高架铁路公司均同意增加步道层，:3但谁都不愿负责出资修建电梯。波士顿高架铁路公司认为自己负责车站基本的基础建设，电梯应由交通委员会负责修建。然而交通委员会认为电梯是运营项目，应由高架铁路公司负责。1904年3月，双方达成共识先开工建造，把资金问题推迟讨论，:3-11直到1913年马萨诸塞州最高司法法院裁定才解决。)交通委员会于1904年8月15日与承包商签署建筑合约，预计于12月15日完成施工，但最后工程因为工程材料未按时运抵而延期。:17东波士顿隧道于1904年12月30日顺利开通，有轨电车可以轻松从马维里克站进入隧道，抵达市中心的德文郡站和法院街站。隧道开通时，大西洋大道站还未完成。地铁主入口主体于1905年7月完工，剩下部分精装修未完成，电梯于1906年1月完成测试。:351906年4月5日，大西洋大道站正式开放。:16:7大西洋大道站有数个独立的检票口，地铁和高架地铁之间换乘需要纸质换乘票。:16, 57

### 车站改造
1908年8月，高架铁路线站台向南扩展，大约110米长，约可容纳8节车厢的列车，站台长度与临近的华盛顿街隧道站台长度一致。夹层和次要出口楼梯扩宽施工于1908年10月26日竣工。:117
东波士顿隧道最初计划采用升高地铁列车，并与当时计划的剑桥高架线路直接相连。波士顿交通委员会和波士顿高架铁路公司之间存在分歧，1903年该计划被取消后，这些车站均改为低站台。:191905年开始使用的大容量双侧开门有轨电车不仅可以从低站台上下客，还拥有如主线高架线上运行的列车的诸多特性。:118-119:14然而，这些列车和1917年引进的大型中间开门列车都无法很好的应对如此大的客流，:431924年4月，高架铁路公司在一个周末内将东波士顿隧道的列车全部替换成重铁列车，并将所有車站月台增高。
东波士顿隧道的通车大大减少了对渡轮的客运需求，也减少了在大西洋大道高架站换乘的乘客数。1938年9月30日，高架车站关闭并于第二次世界大战期间被拆除。40年代晚期，三层的出入口被拆除，取而代之的是一座一层的出入口和狭窄的木质电梯。1949年1月28日，拆除电梯的气焊和气割点燃了一块油块导致电梯井爆炸，顶棚被掀开，车站出入口及站台充斥着烟雾。车站大多数乘客通过紧急出口安全逃离，但是电梯工人及两名乘客被浓烟熏死。

### 马萨诸塞湾交通局时期

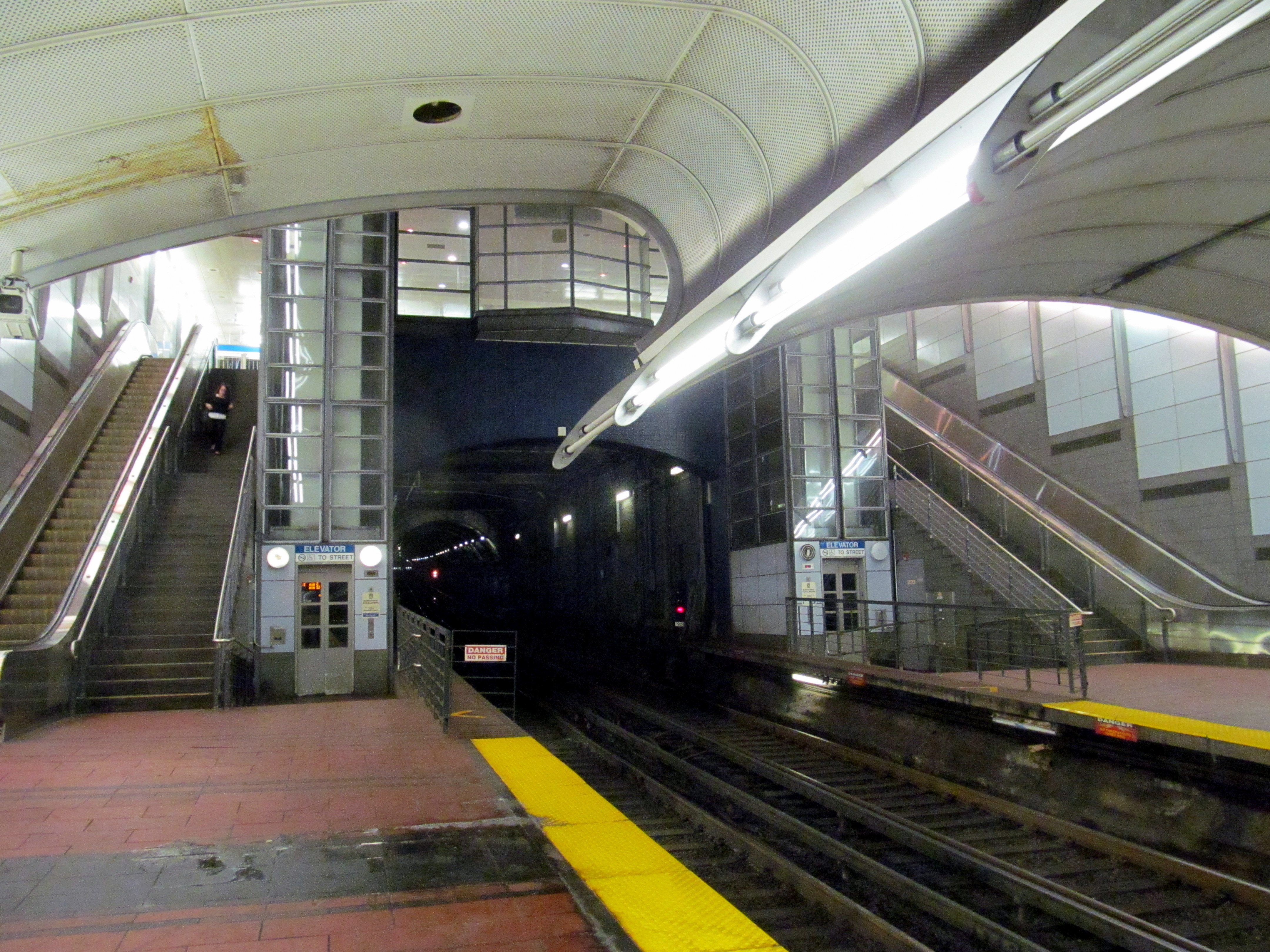
车站站台西侧（2015）

20世纪50年代中央动脉的建设将地铁线从车站西边切断。1967年2月13日，马萨诸塞湾交通局对地铁翻新时，以规划中的新英格兰水族馆为车站命名，称其为水族馆站。新英格兰水族馆于1962年提议并动工，1969年竣工开放，距离车站仅180（590英尺）。东波士顿隧道地铁更名为波士顿地铁蓝线，市区数座车站也同时更名。车站于1968年进行了现代化改造，是全系统车站改善项目的一部分，该项目供耗资900万美元。在20世纪70年代，大西洋大道的一部分被向西平移一个街区，使水族馆站出入口落到新的大西洋大道东侧。</ref>老旧的电梯导致多起乘客受伤事件，包括1995年，一个三岁的孩子腿部严重割伤。

#### 车站重建
1996年，马萨诸塞湾交通局开始对水族馆站进行翻新，并对车站站台加长，项目在大开掘工程同时进行。大开掘工程将波士顿中央动脉高速深埋至隧道，并在原有的高架桥处兴建罗斯·菲茨杰拉德·肯尼迪绿道。2000年10月14日至2001年10月29日，车站完全关闭进行改造施工。州街站临时重命名为“州街-水族馆”站，临时摆渡车650路公交往返于两座车站。重建后的水族馆站在大西洋大道和州街十字路口西侧的两个角都增加了地铁出入口，在州街南侧兴建的出入口带有一座电梯。州街北侧市场中心建筑内的出入口随后建成。长码头地铁出入口位于肯尼迪绿道东侧，直到2003年9月2日才竣工开放。整个车站重建耗资1亿1千万美元。
新车站由哈利·埃伦茨威格设计，之前也为波士顿红线设计了灰西鲱站。新的水族馆站在原先的基础上向西延长，新增的站台部分更加宽阔，并拥有“三重拱形铝天花板”，正中间的拱形与旧车站的拱门匹配。车站两侧的票务夹层均由红色板岩地板铺成，墙壁与天花板覆盖有铝板。出入口的设计意在与周围建筑设计融为一体。出入口西侧为州街街区，设计采用与街区风格类似的花岗岩元素，东侧进入车站的斜坡使用红砖砌成，与旁边的万豪酒店长码头店建筑风格一致。作为地铁艺术项目的一部分，车站站台墙壁为黑白相间的马赛克瓷砖组成的《潮流》，由日本陶瓷艺术家金子潤创作。

#### 车站漏水问题
1996年至2003年间，水族馆站长期为海水渗漏问题所困扰。尽管1906年车站刚开通时便有很细小的渗漏:18，但后期的越来越严重的渗漏可能是大开掘施工所导致的。由于车站东部出入口临近波士顿港，王潮及风暴潮期间海水可能灌入车站。2018年1月4日，受2018年1月北美暴风雪影响，冰冻的海水随着浪潮灌入车站，车站临时关闭并于第二天重新开放。行进中的东北温带气旋再次使海水倒灌，车站被迫关闭。2019年，马萨诸塞湾交通局开始在水族馆站设置临时隔水沙袋控制洪水。进入车站的海水浸泡损坏车站电梯，使其连续几个月无法正常工作。据交通局估算，要彻底修复车站漏水及洪涝问题需要大约两千万至四千万美元。

#### 中央车站提议
南北铁路连接工程是一个将波士顿北站和波士顿南站连接在一起的提案，分布在城市两侧的通勤铁路可以完美连接在一起。工程最初提议在中央动脉及水族馆站下方,离地大约40米处建设隧道。2003年的主要投资研究/环境影响报告草案考虑了双轨和四轨情况下有无中央车站的设计。有中央车站则在牛奶街北侧和印度街南侧设置四个出站口，外加一个通往水族馆站的换乘过道。该报告估计，新增中央火车站每日乘坐通勤铁路的乘客将增加3500人到12800人，但是工程造价将增加5.4亿至8.17亿美元。水族馆站翻新工程中在地下58米处建造了地下连续墙验证施工可行性。2018年对南北铁路连接工程重新审查时，认为只有四轨情况下建造中央车站才有用，但是造价十分昂贵。

## 车站结构
| G    | 地面               | 出入口                         |
| 夹层 | -                  | 站台间过道，检票口，通往出入口 |
| B1   | 侧式月台，右侧开门 | 侧式月台，右侧开门             |
| B1   | 入城               | 往保丁 （州街）                |
| B1   | 出城               | 往梦幻之地 （马维里克）        |
| B1   | 侧式月台，右侧开门 |                                |